# نادي تورمينتا
نادي تورمينتا (بالإنجليزية: Tormenta FC)‏ هو فريق كرة قدم من الولايات المتحدة تأسس في سنة 2015 في مدينة ستايتسبورو، جورجيا ويلعب هذا الفريق في بطولة الدوري الأمريكي الدرجة الأولى.